# Vorstöße gegen Markham Valley, Ramu Valley und die Finisterre Range
1942

Rabaul –
1. Salamaua-Lae –
Operation N –
Operation MO –
Korallenmeer –
Buna-Gona –
Kokoda Track –
Milne-Bucht –
Goodenough –
Buna-Gona-Sanananda –
Operation Lilliput 
1943

Wau –
Bismarcksee –
I –
2. Salamaua-Lae –
Chronicle –
Finisterre –
Cartwheel –
Bougainville –
Huon –
Neubritannien –
Bombardierung von Rabaul 
1944–1945

Admiralitätsinseln –
Emirau –
Take Ichi Konvoi –
Reckless –
Persecution –
Wakde-Sarmi –
Biak –
Noemfoor –
Driniumor –
Sansapor –
Morotai –
Aitape–Wewak
Die Vorstöße gegen Markham Valley, Ramu Valley und die Finisterre Range waren eine Reihe von militärischen Operationen des Neuguineafeldzugs der Alliierten während des Zweiten Weltkriegs. Der Angriff begann mit der australische Offensive in den Tälern der Flüsse Markham und Ramu ab dem 19. September 1943 und endeten mit dem Einmarsch alliierter Truppen am 24. April 1944 in Madang. Während der frühen Phase des von australischen und US-amerikanischen Kampfflugzeugen unterstützten Vormarsches kam es zu eher kleineren Zusammenstößen mit japanischen Streitkräften, die sich in Richtung ihrer Hauptverteidigungslinie im Finisterre-Gebirge zurückzogen.
Die zentrale geografische und strategische Position dieser Feldzüge war die imposante sog. Shaggy Ridge, die im Finisterre-Gebirge von Norden nach Süden verläuft. Die Hauptkämpfe des Feldzuges fanden hier im Dezember 1943 und Januar 1944 statt, als australische Einheiten die japanischen Stellungen angriffen. Nach den Kämpfen um die Shaggy Ridge zogen sich die Japaner in Richtung der Nordküste Neuguineas zurück, verfolgt von australischen und US-Streitkräften, die durch das Finisterre-Gebirge und zugleich von Saidor aus entlang der Küste vordrangen. Nach der Einnahme von Madang zogen sich die Japaner schließlich weiter nach Wewak zurück, wo es 1944 und 1945 zu weiteren Kämpfen kam.

## Hintergrund

### Strategische Ausgangslage der Australier
Im September 1943 hatten australische Truppen der 7. Division von Generalmajor George Vasey von Nadzab aus als Teil einer Zangenbewegung Lae eingenommen und die Verbindung zur 9. Division von Generalmajor George Wootten hergestellt, die südöstlich von Lae entlang der Küste vorgerückt war. Heftiger Regen hatte den australischen Vormarsch verzögert und ein Großteil der japanischen Garnison hatte sich vor der Einnahme der Stadt ins Landesinnere zurückgezogen. Um diesen Kräften zu folgen, verlagerte sich die Angriffsrichtung der 9. Division auf die Huon-Halbinsel, während die 7. Division nach der Einnahme von Kaiapit von dort nach Dumpu und Marawasa vorrückte, um den Vormarsch durch das Ramu-Tal und ins Finisterre-Gebirge vorzubereiten. Ziel der gemeinsamen Offensive war der Ort Bogadjim an der Astrolabe Bay bei Madang an der Nordküste der Huon-Halbinsel.

### Beteiligte Kräfte
Die Hauptstreitmacht Japans in diesem Feldzug war die sog. Nakai-Abteilung, eine von der 20. Division unter Generalmajor Nakai Masutaro herausgelöste Einheit in Brigadestärke. Das Gebiet wurde von mehreren Bataillonen des 78. Infanterieregiments verteidigt, unterstützt vom 26. Artillerieregiment und dem 27. Unabhängigen Pionierregiment. Das II./78. und zwei Kompanien des III./78. wurden um Kankiryo und die Shaggy Ridge herum und das I./78. um Saipa und Yokopi positioniert. Die verbleibenden beiden Kompanien des III./78. sicherten Yaula. Das 239. Bataillon zusammen mit einer Reserve von etwa 2000 Soldaten sicherten das Hinterland um Madang, Erima und Bogadjim. Insgesamt verfügten die Japaner über 12.000 Mann. Dem gegenüber stand die australische 7. Division mit 17.000 Mann unter General Vasey, untergliedert in die 18., 21. und 25. Brigade sowie die 2/6. Commando Squadron.

## Der Angriff

### Vorstoß in die Täler von Markham und Ramu
Der Feldzug begann im September 1943 nach der Einnahme von Lae durch die 7. Division. Einheiten der 21. und 25. Brigade rückten durch die Täler von Markham und Ramu vor und führten eine Reihe kleinerer Gefechte gegen die abziehenden Japaner. Abgesehen von einem bedeutenderen Gefecht rund um Kaiapit, bei dem die 2/6th Commando Squadron das Dorf eroberte und über 200 Japaner tötete, stießen die Australier bei ihrem Vorrücken kaum auf Widerstand und trafen Anfang Oktober in Dumpu ein. Während des gesamten Vormarsches wurden die australischen und amerikanischen Streitkräfte im Ramu Valley aus der Luft versorgt und unterstützt. Nach der Eroberung des Ramu-Tals errichteten die Alliierten bei Gusap eine vorgeschobene Landepiste.
Danach sicherte die 7. Division eine Reihe von Landepisten, die auf dem von ihr eroberten Gebiet in den Tälern errichtet wurden. Zur weiteren Unterstützung und um Gusap zu verteidigen, wurde das 6. Maschinengewehr-Bataillon von Port Moresby herangeführt. Die Japaner hielten starke Positionen am sog. Kankiryo Saddle nördlich des Ramu-Flusses und an einem 1500 m (4900 ft) hohen Bergkamm des Finisterre-Gebirges, der Shaggy Ridge genannt wurde. Diese Positionen stellten für die Flugplätze eine Gefahr dar und die Bedrohung konkretisierte sich, als die Japaner begannen, eine Straße von Madang an der Küste ins Landesinnere über Bogadjim nach Nadzab zu bauen, auf der sie nach Dumpu vordringen wollten.
Diese japanischen Bergstützpunkte waren einerseits starke Hindernisse für den weiteren australischen Vormarsch nach Norden, andererseits auch gute Ausgangsbasen für eine mögliche japanische Offensive, um das zuvor verlorene Territorium zurückzuerobern. Insofern waren der Kankiryo Saddle und Shaggy Ridge sowohl für die Japaner als auch für die Australier von entscheidender strategischer Bedeutung. Die Bedrohung durch die japanischen Stellungen wurde als so groß eingeschätzt, dass General Vasey letztlich entschied, eine weitere Offensive zu beginnen, um das Gebiet unter australische Kontrolle zu bringen.

### In den Finisterres und der Angriff aufShaggy Ridge

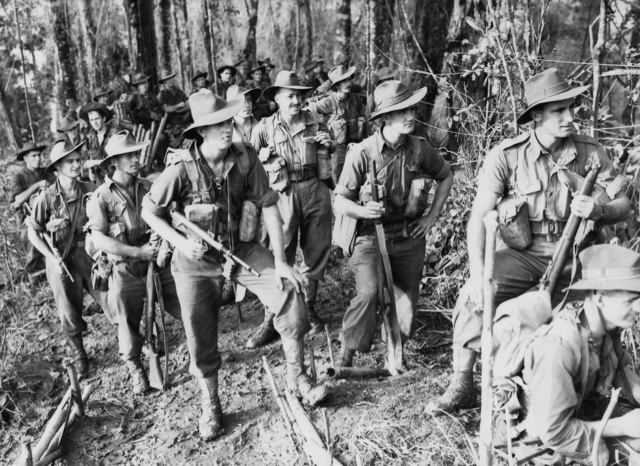
Soldaten des 2/16. Infanterie-Bataillons warten 27. Dezember 1943 vor ihrem Angriff auf die Bergkuppe The Pimple einen Luftangriff auf die dortige japanischen Stellung ab.

Zu Beginn der Offensive kam es zu einer Reihe von Gefechten in den steilen Hängen des Finisterre-Gebirges. Im Oktober gab es am Palliser’s Hill und später am Johns’ Knoll Gefechte, wobei es den Australiern gelang, die Bergkuppe zu erobern und diesen dann gegen einen schweren japanischen Gegenangriff zu halten. Im November löste die 25. Brigade die 21. ab, während die Offensive fortgesetzt wurden. Später im Dezember und bis in den Januar hinein erreichten die schweren Kämpfe die Shaggy Ridge einen 6,5 Kilometer langen felsigen Bergrücken. Die Japaner hatten starke Positionen und Stellungen entlang des Kamms errichtet und blockierten den australischen Vormarsch in Richtung Küste. Der Angriff auf die Shaggy Ridge begann am 27. Dezember mit schwerer Artillerie- und Luftvorbereitung auf die japanischen Stellungen, um The Pimple, einem steilen Felsvorsprung, der die südliche Hälfte der Stellung beherrschte und die Australier in den letzten zwei Monaten am Vorrücken gehindert hatte, einzunehmen. Der Vorbereitung folgte ein Angriff des 2/16. Infanteriebataillons die steilen Hänge des Pimple hinauf, bei dem die Einheit Leitern aus Bambus einsetzte, um den Hang zu erklimmen. In der Nacht wurde ein japanischer Bunker mit Sprengstoff zerstört.
Zu Beginn des neuen Jahres wurden die 21. und die 25. Brigade durch die  15. und 18. Brigade abgelöst, die dann die Angriffe auf die Shaggy Ridge fortsetzten. Der australische Großangriff auf Shaggy Ridge – nunmehr unter dem Codenamen Operation Cutthroat – begann am 19.-20. Januar durch die 18. Brigade. Das 2/4. Feldartillerieregiment, das seine Geschütze rund um einen See westlich des Mosia-Flusses und südlich einer Guy’s Post genannten Stellung aufgestellt hatte, unterstützte den Angriff. Die Versorgung fand mit Jeeps statt. Der Plan sah zunächst vor, die drei Bataillone der Brigade aus drei verschiedenen Richtungen auf den Kankiryo-Saddle angreifen zu lassen. Das 2/12. Infanterie-Bataillon sollte von Canning’s Saddle östlich von Shaggy Ridge aus vorrücken und zwei gut verteidigte Hügel, bekannt als Prothero I und II, am nördlichen Ende von Shaggy Ridge angreifen. Das 2/9th Infantry Battalion würde entlang des Shaggy Ridge selbst nach Norden angreifen, um die Bergkuppen McCaugheys Knoll über Green Sniper’s Pimple einzunehmen. Zuletzt sollte das 2/10. Infanterie-Bataillon entlang der Faria Ridge vorrücken, die östlich von Shaggy Ridge lag und sich dort an den Kankiryo Saddle anschloss.
Nachdem die Sicherung des Kankiryo Saddles am 26. Januar 1944 gelungen war, zogen sich die Japaner auf den Crater Hill zurück. Von dort aus konnten sie den Kankiryo im Südwesten gut beobachten und richteten hier eine starke Stellung ein. Die Australier umzingelten die dortige japanische Stellung und beschränkten sich im Laufe einer Woche auf Patrouillen und Luftangriffe, wodurch die japanischen Verteidiger gezwungen wurden, die Stellung am 31. Januar 1944 aufzugeben und nach Paipa zurückzugehen, womit die Kämpfe um die Shaggy Ridge endeten. Die Verluste bei der Sicherung der Shaggy Ridge beliefen sich auf bis zu 500 japanische Tote und 46 Tote und 147 Verwundete auf Seiten der Australier.

### Verfolgung in Richtung Madang
Nachdem die Shaggy Ridge erobert werden konnte, wurde die 18. Brigade durch die 15. Brigade ersetzt. Als die Australier ihre Position gesichert hatten, erhielt die 7. Division den Befehl, ihre Angriffsaktivitäten einzuschränken, während der Nachschub weiterhin priorisiert an den Kankiryo geliefert wurde. In der Zwischenzeit unternahm das 57./60. Infanteriebataillon einige Langstreckenpatrouillen in den Norden, um die japanische Nachhut zu beschäftigen. Eine zusätzliche Landung zweier US-Bataillone bei der Yalau-Plantage, etwa auf halbem Weg zwischen Saidor und Erima, trieb die Japaner weiter zurück. Trotz des Widerstands der japanischen Nachhuteinheiten rückten die Australier in Richtung Bogadjim vor und verfolgten die japanischen Truppen auf ihrem weiteren Rückzug.

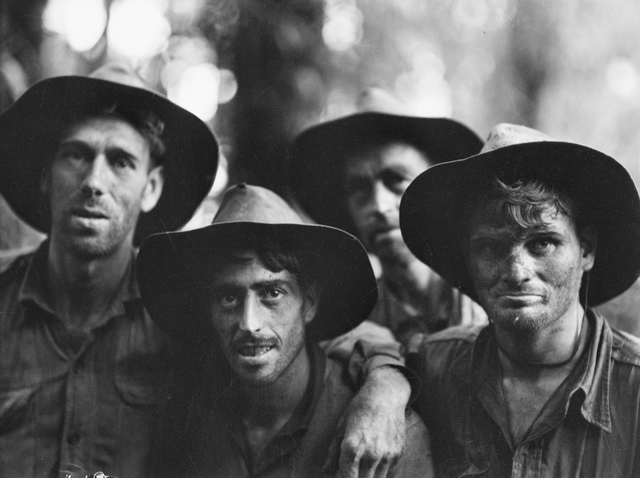
Angehörige der „B“-Kompanie, Australisches 2/12. Bataillon, nach einem Angriff auf die als Prothero I & II bekannt gewordenen Hügel, 22. Januar 1944.

Yaula wurde am 4. April von Einheiten des 2/2nd Commando Squadron eingenommen. Einige Tage später löste die 11. Division unter dem Kommando von Generalmajor Allan Boase die 7. Division ab und vereinigte sich anschließend mit den US-Streitkräften an der Küste um Erimba. Zusammen drangen die Einheiten entlang einer von den Flüssen Kabenau und Nuru begrenzten Achse vor. Bogadjim wurde am 13. April erreicht und am 23. April wurden dort weitere Truppen der 8. Brigade an Land gesetzt. Gleichzeitig wurde die Verbindung zur 5. Division hergestellt, die von Saidor aus entlang der Küste vorrückte. Madang wurde anschließend am 24.–25. April von Truppen der 8. und der 15. Brigade eingenommen, während das 30. Infanteriebataillon am folgenden Tag Alexishafen sicherte. Eine weitere Landung wurde vom 37./52. Infanteriebataillon auf der Insel Karkar durchgeführt. Das 35. Infanteriebataillon erbeutete eine große Menge japanischer Versorgungsgüter in der Hansa Bay und führte weitere Patrouillen in Richtung des Sepik-Flusses durch.

## Nachwirkungen
Für die Australier hatte sich der Vormarsch durch die Täler des Markham, Ramu und Faria als durchaus schwierig erwiesen. Die Verluste der 7. Division beliefen sich zwischen dem 18. September 1943 und dem 8. April 1944 auf 204 Tote und 464 Verwundete. Krankheiten forderten einen noch größeren Tribut und insgesamt 13.576 Mann mussten während des Feldzuges deswegen evakuiert werden. Japanische Schätzungen ihrer eigenen Verluste gehen von 800 Toten, 400 Verwundeten und weiteren 800 Toten durch Krankheiten aus.
Mit der Einnahme von Madang sicherten die Alliierten schließlich effektiv die Halbinsel Huon, konnten jedoch den Rückzug der japanischen Verteidiger nicht verhindern, die somit ihrer Vernichtung entgingen. Die Reste der japanischen 18. Armee zogen sich in das Gebiet von Wewak zurück, um nach Hollandia zu gelangen. Diese Basis fiel allerdings noch vor ihrem Eintreffen, nachdem die Alliierten die Operationen Reckless und Persecution gestartet hatten. Folglich verblieb die japanische Armee in Wewak.
US-Streitkräfte der 41. US-Infanteriedivision landeten anschließend in Aitape und Mitte/Ende 1944 stießen US-amerikanische und japanische Streitkräfte während der Schlacht am Driniumor-Fluss zusammen. Ende 1944 traf die australische 6. Division ein, um die US-Garnisonen abzulösen. Die australischen Streitkräfte starteten anschließend ihren Aitape-Wewak-Feldzug, sicherten den Flugplatz und säuberten dann landeinwärts die Torricelli und Prinz-Alexander Bergketten von japanischen Einheiten.
Die Kämpfe während des Feldzugs wurden in der australischen Dokumentation Jungle Patrol von 1944 dargestellt. Nach dem Krieg verlieh die australische Armee den Einheiten, die an dem Feldzug teilgenommen hatten, mehrere Kampfauszeichnungen (sog. Battle Honours). Diese waren nach den Hauptschauplätzen der Kämpfe: Ramu Valley, Shaggy Ridge, Finisterres, Barum, Bogadjim und Madang benannt.